# Naja annulifera
Espèce
Synonymes
- Naja haje var. annulifera Peters, 1854

Naja annulifera est une espèce de serpents de la famille des Elapidae.

## Répartition
Cette espèce se rencontre en Namibie, en Afrique du Sud, au Swaziland, au Mozambique, au Zimbabwe, au Botswana, en Zambie et au Malawi.

## Publication originale
- Peters, 1854 : Diagnosen neuer Batrachier, welche zusammen mit der früher (24. Juli und 17. August) gegebenen Übersicht der Schlangen und Eidechsen mitgetheilt werden. Bericht über die zur Bekanntmachung geeigneten Verhandlungen der Königlich preussischen Akademie der Wissenschaften zu Berlin, vol. 1854, p. 614-628 (texte intégral).